# 譚肇卓
譚肇卓（英語：Tam Siu-cheuk，1983年7月21日—），祖籍廣東開平，香港建制派人士，民建聯成員，現任香港觀塘區議會觀塘西選區議員，曾任觀塘區議會彩德選區議員。